# Венцислав Велинов
Венцислав Велинов е бивш български футболист, вратар. Роден е на 2 януари 1981 г. в София. Син на вратарят Георги Велинов.

## Кариера
Юноша на ЦСКА, дебютира за първия състав на 27 май 2001. Остава при армейците до лятото на 2003, като е със статут на трети вратар. Шампион на България с ЦСКА през 2002/03. След ЦСКА играе в Конелиано от 2003 до 2004, Марек през 2005, Вихрен Сандански от 2006 до 2007 и Аполон Лимасол Кипър от 2007 до 2008. Завръща се в ЦСКА през сезон 2008/09, като отново взима участие в един мач. Печели суперкупа на България с ЦСКА през 2008. През сезон 2009/10 е футболист на Ботев Пловдив, а през есента на 2010 е в Несебър. От началото на 2011 е в Доростол Силистра.